# Новолуние
Вижте пояснителната страница за други значения на Новолуние.
Новолуние е лунна фаза, при която обърнатата към Земята страна на Луната не е осветена от Слънцето. По време на новолуние Луната се намира между Земята и Слънцето. Когато Луната и Слънцето застанат точно на една и съща права, се наблюдава слънчево затъмнение. Само при слънчево затъмнение се разбира ясно къде се намира Луната.
При новолуние Луната не се вижда в нощното небе, тъй като по това време тя е много близо до Слънцето на небесната сфера (не повече от 5° наклон на лунната орбита към еклиптиката) и в същото време е обърната към Земята със затъмнената страна. Освен това, след известно време (обикновено около два дни) след или преди новолуние, при много ясна атмосфера, все пак може да се забележи дискът на Луната, осветена от слаба светлина, отразена от Земята.
Интервалът между новолунията е средно 29,530589 дни.